# Ruth Francken

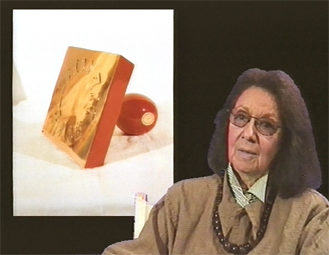
Ruth Francken, 1999

Ruth Francken, geb. Steinreich (* 8. August 1924 in Prag; † 12. September 2006 in Paris) war eine tschechische Künstlerin. Sie wurde 1942 in den Vereinigten Staaten eingebürgert und gilt seitdem als amerikanische Künstlerin.

## Leben
Ruth Steinreich entstammte einer Familie jüdischen Glaubens aus der Nähe von Prag. Diese übersiedelte 1925 nach Wien lebte dort bis 1937, als die Familie Steinreich nach Paris zog. Als Deutschland 1939 in den Krieg eintrat, ging die Familie nach England.
Nachdem Ruth Steinreich 1939–1940 bei Arthur Segal an der Ruskin School in Oxford, England, Malerei studiert hatte, emigrierte sie 1940 in die USA. Sie setzte ihr Kunststudium an der Art Students League of New York fort. 1942 nahm sie die amerikanische Staatsbürgerschaft an und arbeitete als Textildesignerin. 1945 heiratete sie Joachim Phillip („Jock“) Francken aus Aachen (* 7. September 1906; † 24. November 1994), Sohn der deutschen Violinistin Betty Francken. 1949 ging sie von den USA zurück nach Europa.
Nach einem zweijährigen Aufenthalt in Venedig (1950–1952) ließ sie sich in Paris nieder. Dort lebte sie bis zu ihrem Tod im Jahr 2006, mit Ausnahme von zwei Jahren in den 1960er und 1970er Jahren, als sie von Berlin und Santa Barbara, Kalifornien, aus arbeitete.
1950 begann sie, ihre Werke auszustellen (Galerie du Dragon, Paris, 1950). In einem ihrer letzten Interviews blickt sie auf diese Zeit zurück: „1951 wurde ich in Paris mit den Informellen gleichgesetzt. Wenn ich mir heute die Werke ansehe, die ich damals gemalt habe, wird mir klar, dass es eigentlich gemalte Skulpturen waren.“
1960 erhielt sie ein Stipendium der William & Noma Copley Foundation (Chicago), 1964 ein Stipendium der Ford Foundation/Deutscher Akademischer Austausch Dienst (DAAD) und hielt sich in Berlin auf. Von 1966 bis 1979 arbeitete Ruth Francken hauptsächlich in ihrem Pariser Atelier. Von 1973 bis 1980 gab sie Malkurse, unter anderem 1978 am Sarah Lawrence College in Paris und 1979/80 an der University of California in Santa Barbara.

## Werk
Ruth Francken wurde zu Beginn ihrer Karriere bis etwa 1964 dem Abstrakten Expressionismus zugerechnet. In den 1960er Jahren wurden ihre Skulpturen mit Alltagsgegenständen in Stahl-, Holz- und Glaskästen bestückt, und ihre Arbeiten, die ansonsten Tendenzen der Pop-Art oder des Minimalismus widerspiegeln könnten, erhielten politische Untertöne. In den 1970er Jahren begann sie mit einer Serie anthropomorpher Möbel aus Polyurethan. Von 1977 bis 1987 entstand eine Serie von großformatigen Zeichnungen, die sie Anti-Porträts nannte und in denen sie Persönlichkeiten wie Simone de Beauvoir, Jean-Paul Sartre, Iannis Xenakis und John Cage porträtierte.
Ihre Arbeiten wurden in der internationalen Ausstellung The World Goes Pop gezeigt, die von der Tate Modern in London organisiert wurde.
Im September 2007 wurde der Fundus ihres Ateliers versteigert und ihr Werk wiederentdeckt, das sich nicht auf die berühmte Ikone des Pop-Designs, den Männerstuhl, beschränkte, sondern ein vielfältiges Werk, das sie gerne so definierte: „Ich habe den Pinsel gemieden und bis 1984 nicht mehr gemalt. Wie entkommt man dem Déjà-vu in der Malerei? Parallel zu meiner Arbeit mit Collagen, Zeichnungen und Objekten – Reliefs und Skulpturen – unterrichtete ich in Paris und von 1973 bis 1980 in Santa Barbara, Kalifornien (...) So kam ich dazu, anstelle von Pinsel und Ölfarbe die Fotografie als Medium zu verwenden. Ich begann dieses Verfahren um 1970 mit Scherenzeichnungen/Collagen und Brotzeichnungen/Collagen zu verwenden.“

## Ausstellungen (Auswahl)

### Gemälde
- 1950: Einzelausstellung, Galerie du Dragon, Paris
- 1951: Galleria Bergamini, Mailand
- 1952: Einzelausstellung Galleria del Cayallino, Venedig
- 1953: Galerie Paul Fachetti, Paris
- 1954: Iserlohn Museum, Iserlohn, Deutschland
- 1956: Einzelausstellung Galerie Stadler, Paris
- 1957: Galerie Stadler, Paris, Galerie Rive Droite, Paris, Salon de Mai, Paris, Otro Arte, Barcelona. Gutai, Osaka, Japan. Rhodes National Gallery, Rhodesien
- 1958: Einzelausstellung, Galerie Parnass, Wuppertal, Deutschland
- 1959: Einzelausstellung Drian Gallery, London
- 1959/1960: Howard Wise Gallery, Cleveland
- 1960: Preis der Noma Copley Foundation
- 1960/1961: Galerie Rive Droite, Paris
- 1961: Einzelausstellung, Kunstverein Düsseldorf
- 1962: Pittsburgh International Exhibition, Carnegie Institute, Pittsburgh, USA
- 1964: Einzelausstellung, Obelisk Gallery, Washington
- 1964: Stipendium der Ford Foundation als Gastkünstler in Berlin, Beginn der Arbeit an Skulpturen

### Skulpturen
- 1964: Stadien und Impulse, Haus am Waldsee, Berlin
- 1964/1965: Amerika Haus, Berlin
- 1965: Einzelausstellung Galerie Buchholz, München. Einzelausstellung Galerie Aenne Abels, Köln. Grosse Berliner Kunstausstellung, Berlin. Kunsthalle Baden-Baden
- 1967: Salon de Mai, Paris
- 1968: Einzelausstellung Galerie Krikhaar, Amsterdam. Art Vivant 1965-68, Foundation Maeght, Saint-Paul de Vence
- 1969: Einzelausstellung Frank Perls Gallery, Los Angeles
- 1970: Bonino Gallery, New York. Kunsthaus Zürich. „Mobilier International“, Paris
- 1971: Musee d’Art Moderne de la Ville de Paris, A.R.C. Entwirft den Stuhl „Mann“ (Homme) der von der Gesellschaft Eric und Xiane Germain, Paris, herausgegeben wird
- 1972: Morgans Paint, Ravenna, Italien
- 1972/1973: Photography into Art, Camden Art Center, London und The Scottish Arts Council, Edinburgh
- 1973: Michel Butor et ses peintres, Musée du Havre, Le Havre, Palais de Beaux Arts, Bruxelles und Musée Massena, Nizza
- 1973/1974: Les beaux mois de l'année, Paris
- 1974: Art et Technique du Livre, Frankreich. Multiples, Neuer Berliner Kunstverein, Berlin. Kunstmarkt Düsseldorf, Galerie Kerlikowsky, und Buchmesse Frankfurt
- 1975: Les Prévoyants, Galerie du Rhinoceros, Paris. Femmes Peintres et Sculpteurs, Paris
- 1975/1976: Der ausgesparte Mensch, Städtische Kunsthalle, Mannheim
- 1976: Einzelausstellung Dessins-Collages, Galerie Hans Brinkmann, Amsterdam
- 1976/1977: Boites, A.R.C. Musée d’Art Moderne de la Ville de Paris, und Maison de la Culture, Rennes
- 1977: Photographie und Malerei im Dialog, Kunsthaus Zürich
- 1978: Les Mains regardant, C.N.A,C. Centre Georges Pompidou, Paris
- 1978: Einzelausstellung Neue Galerie-Sammlung Ludwig, Aachen, Deutschland
- 1982: Tegninger. Henie Onstad Kunstsenter. Høvikodden (Bærum), Norwegen
- 1983: L’histoire de Ruth. Galerie J. & J. Donguy, Paris
- 1983: Ruth Francken: Séries „Otages“ et „Mirrorical Return“. Galerie J. & J. Donguy, Paris
- 1986: Antlitze. Kunsthalle Nürnberg, Museum Moderner Kunst, Nürnberg
- 1991: Ruth Francken: Mirrorical return, Hostages and Wittgenstein variations. Musée de la Cour d’Or, Metz, Frankreich
- 1994: Werke 1950–1994. Kunstmuseum Kloster Unser Lieben Frauen, Magdeburg
- 1996: Hauptwerke 1963–1992. Preussag AG, Hannover